# Йован Кокаловски
Йован А. Кокаловски (на македонска литературна норма: Јован А. Кокаловски, на английски: Jovan A Kokalovski) е поет и общественик от Социалистическа република Македония и Австралия.

## Биография
Роден е на 6 ноември 1921 година в село Брусник, Битолско. В 1947 година започва работа като артист в Битолския народен театър. От 1953 до 1958 година работи в Охридския народен театър, на който дълги години е директор. Дописник е на вестник „Нова Македония“ и член на Дружеството на млади поети от Охрид и е секретар на Червения кръст в Охрид.
В 1970 година Кокаловски със семейството си емигрира в Австралия и се установява в Сидни. Активно членува в различни македонистки емигрантски организации. Работи в държавната радиостанция 2АЕ, в Просветния училищен комитет за Нов южен Уелс, в Македонското литературно дружество „Григор Пърличев“ в Сидни, на което е почетен член, в „Света Петка“ в Рокдейл, на която е почетен председател. Дълго време е член на Културното дружество „Илинден“ в Рокдейл. Кокаловски е сред създателите на църквата и на дружеството в Рокдейли и главен организатор на македонските културни активности в общината.
От 1970 година издава вестник „Македонски збор“ и става редовен дописник на вестник „Нова доба“ и списанията „Повод“, „Македония“ и в медии в Австралия и Социалистическа република Македония. Автор е на монографията „Брусник“, на монографията за дружеството „Илинден“, на поемата „Илинденска приказна“ и на стихосбирката „Атомски протест“ (1987). Участва с поезия в сборниците „Видици“ (1984), „Поетски иселенички меридијани“ (1996), „Коти на копнеж и страст“ (2003), Macedonian Poetry in Australia (1996) и „Ѕуница“ (2018).
Умира на 30 май 1990 година.